# Brudzawy
Brudzawy – wieś w Polsce położona w województwie kujawsko-pomorskim, w powiecie brodnickim, w gminie Bobrowo.

## Podział administracyjny
W latach 1975–1998 miejscowość administracyjnie należała do województwa toruńskiego.

## Demografia
Według Narodowego Spisu Powszechnego (III 2011 r.) liczyły 310 mieszkańców. Są dziewiątą co do wielkości miejscowością gminy Bobrowo.

## Zabytki
Według rejestru zabytków NID na listę zabytków wpisany jest kościół parafialny pw. św. Andrzeja Apostoła, XIV w., 1645, nr rej.: A/372 z 8.11.1931.